# 地达西尼
地达西尼（英語：Dimdazenil），商品名京诺宁（英語：Junoenil），是一种在中国用于治疗失眠的藥品。它是一种苯二氮䓬类衍生物，是GABAA受体部分正变构调节剂。它对α1亚基的功能亲和力比对α2 、α3和α5亚基的功能亲和力高出2到4倍。

## 医学用途
地达西尼在治疗失眠方面显示出有效性，但与目前上市的苯二氮䓬类药物和Z类药物相比，其效能较低。不过，它被认为较低的疗效可能导致较少的副作用，例如共济失调。在中国大陆，地达西尼被批准用于短期治疗失眠。

## 历史
地达西尼最初由罗氏公司根据临床前数据开发，是一种非镇静性抗焦虑药，但在I期临床试验中被发现可导致人类镇静。由于这个原因，该药物随后被授权给Evotec公司，该公司正在开发该药物用于治疗失眠症。2007年，地达西尼完成了该适应症的II期临床试验，并报告了积极的结果。在中国，该药物由浙江京新药业开发。